# Beau Pays

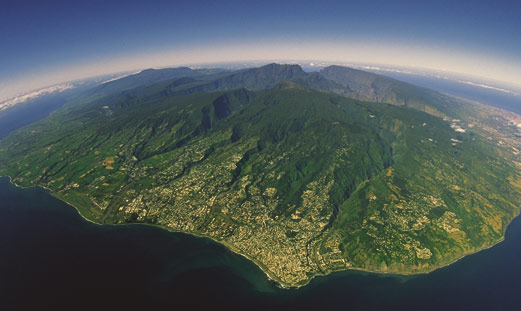
Vue aérienne du Beau Pays.

Le Beau Pays est une région de l'île de La Réunion, département d'outre-mer français dans le sud-ouest de l'océan Indien. Elle est située dans le nord-nord-est du territoire insulaire et s'étend entre Saint-Denis et Sainte-Suzanne.

## Description
L'expression est créée par Étienne Régnault, premier gouverneur de l’île de La Réunion : « Les habitations que les Français ont faites sont Saint-Paul, Saint-Denis, Sainte-Marie, Sainte-Suzanne. Les trois dernières sont dans le Beau Pays qui se prend depuis le Cap Bernard jusqu’à la rivière Sainte-Suzanne, à la pointe de l’Est. »
Le Beau Pays fait ainsi référence aux premières habitations sur la partie nord de l’île de la Réunion regroupant les trois communes riches en terres fertiles, à la végétation luxuriante et propice à la culture, Saint-Denis, Sainte-Marie et Sainte-Suzanne. 